# استرک
روستای استرک یکی از روستاهای دهستان کوهپایه از بخش مرکزی شهرستان کاشان می‌باشد که با مساحتی حدود 2 کیلومترمربع در طول جغرافیایی 51 درجه و 15 دقیقه شرقی و عرض34 درجه و 2 دقیقه شمالی قرار گرفته‌است. این روستا در ۲۲ کیلومتری شمال غربی شهر کاشان، جنوب روستای جوشقان استرک و شمال راه ارتباطی کاشان به دلیجان (جاده مشهد اردهال) قرار دارد.

## جمعیت
این روستا در دهستان کوهپایه قرار دارد و براساس سرشماری مرکز آمار ایران در سال ۱۳۸۵، جمعیت آن ۱٬۴۴۱ نفر (۵۰۳خانوار) بوده‌است.

## موقعیت جغرافیایی
روستای استرک در ۲۲ کیلومتری شمال کاشان در کنار جاده کاشان، مشهد اردهال و در ناحیه نیمه بیابانی (کوهپایه) واقع شده و دارای آب و هوای گرم و خشک (معتدل) سطح ارتفاع از دریا و درجه حرارت در تابستان بین ۲۵ تا ۳۰ و در زمستان بین ۰ تا ۳۰ درجه متغیر است.

## پیشنه تاریخی
ازآنجا که دربارهٔ استرک هیچگونه مطلب متمرکزی وجود نداشته‌است، لذا تاریخ مدوّنی نیز دربارهٔ آن در دست نیست ومطالب این مجموعه از لابه لای کتاب‌های نوشته شده دربارهٔ تاریخ منطقه وگفته‌های اهالی جمع‌آوری شده‌است.
مهم‌ترین اثر تاریخی که می‌توان بر اساس آن پیشینه روستای استرک را ارزیابی کرد، بقعه شاهزاده قاسم(ع)است که گنبد مخروطی آن مربوط به دوران ایلخانی(قرن هفتم هجری قمری)یعنی حدود 700سال قبل است. اما باتوجه به آنکه اهالی استرک، شاهزاده قاسم(ع)را از نوادگان حضرت علی (ع)میدانند ومعتقدند که ایشان حدود 1300سال قبل باز میگردد. از سوی دیگر، در دهه‌های اخیر،اشیای سفالی بسیار قدیمی در بخش شمالی روستا و نیز در تپه‌های <<برزن بره>> یافت شده‌است که بر اساس آنها، قدمت روستا را تا شش هزار سال نیز تخمین زداند. دربررسی اسنادوکتب تاریخی در دسترس، چند مورد نام استرک به چشم میخورد که در ادامه به آن‌ها اشاره می‌شود:
عبد الرحیم کلانتر ضرابی مؤلف مرآت القاسان در مورد قریه استرک در سال 1287(ه. ق)مینویسد:
"قریه استرک که از قراء سردسیری کاشان است تیول کدخدایان دارالخلافه بوده واز آب قنات مخصوص خود دایر است و9 باب مزرعه بهذه التفصیل تابع اوست: مزرعه سراره ، مزرعه کودنک ، مزرعه کوسنج علیا ، مزرعه کوسنج سفلی ، مزرعه آدم آباد نیاسر ، مزرعه ایضاً ّآدم آباد نیاسر ، مزرعه سلوک آباد نیاسر ، مزرعه غیاث آباد نیاسر ، مزرعه ابوالعباس آباد."
ودر تشریح تعداد نفوس، خانه‌ها، مساجد، حمام‌ها و دکان‌ها در استرک آورده‌است:
" قریه استرک دارای 104 باب خانه و 528 نفر (مرد 136 نفر- زن 162 نفر - بچه 230 نفر ) و دوباب مسجد و یک باب حمام و8 باب دکاکین است."
مدرسی طباطبایی مؤلف کتاب قم نامه که آن را در سال 1296 (ه. ق) به نگارش در آورده، در مورد قریه استرک چنین می‌نویسد :
"قریه استرک ، برزخ ییلاق وگرمسیری است.رعیت آنجا در امر زراعت از همه دهات کاشان بهتر و با نظم و نسق ترند. پاکیزه زراعت می کنند. حاصل آنجا از شتوی ، گندم و جو وباقلاست. صیفی کاری ، اغلب جوزق کاری است که خیلی خوب به عمل می آورند . چون اراضی آنجا متصل به جوشقان است در جوزق کاری بسیار اهتمام دارند . باغات به قدر کفاف دارند.
مالیات : 1474 تومان و 722دینار * نفوس : 76 خانه - 499 نفر (ذکور:112 نفر ، اناث :128 نفر ، اطفال :259 نفر)"